# ムタレ
南緯18度58分 東経32度38分 / 南緯18.967度 東経32.633度

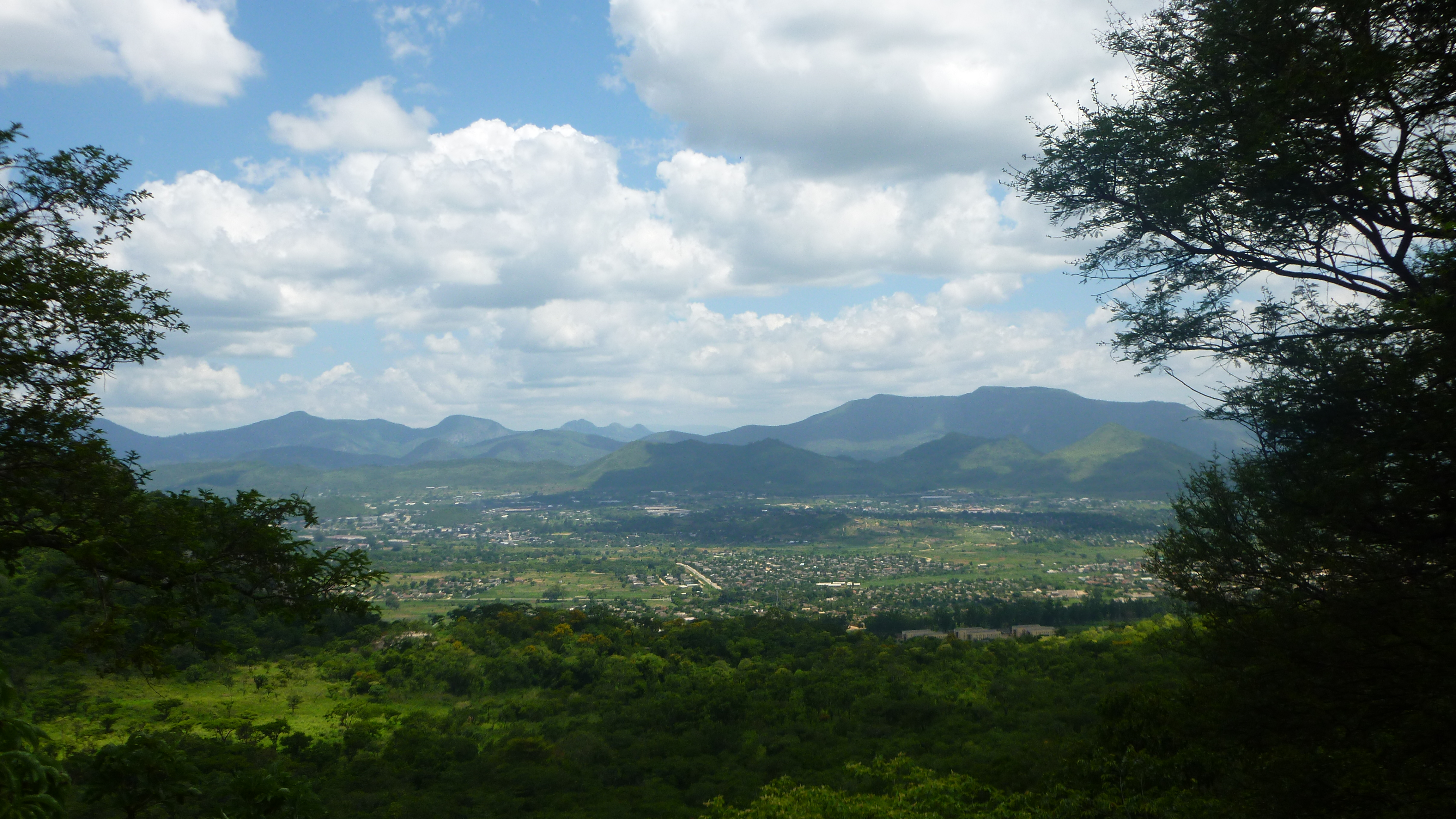
クリスマス峠から望むムタレ

ムタレ(Mutare)はジンバブエのマニカランド州の州都。
2022年の人口は22万4804人。
モザンビーク国境から約8km、ベイラ港から290km離れている。

## 人口
- 1982年8月18日：6万9621人
- 1992年8月18日：13万1367人
- 2002年8月18日：17万466人
- 2012年8月17日：18万6208人[3]
- 2022年：22万4804人[2]

## 歴史
900年頃、鉄器時代後期には石鹸石彫刻や小立像の貿易で栄えた。
内陸のグレート・ジンバブエ遺跡から、インド洋に面するソファラへの交易路がムタレを通っていた。
1891年、現在の市街地の14km北に旧ムタレが設置された。
1896年、ベイラと首都ブラワヨを結ぶ鉄道が開通した。
1897年、鉄道の近くにムタレが移転し、イギリス南アフリカ会社が住民に費用を補償した。
1905年、セシル・ローズがムタレの特産品を大英博物館に寄贈した。
1914年、自治体に昇格した。
1971年、市に昇格した。
1982年、公式にウムタリからムタレに改名された。

## 気候
平均気温は19℃で、緯度の割に低い。
7月が最も寒く、最低気温は6℃、最高気温は20℃。
10月が最も暑く、最低気温は16℃、最高気温は32℃。
年間降水量は818mmで、12月〜2月に集中する。
最多降水量記録は1926年1月で、580mm。
最小降水量記録は1991年1月で24mm。
| ムタレの気候                            | ムタレの気候  | ムタレの気候  | ムタレの気候 | ムタレの気候 | ムタレの気候 | ムタレの気候 | ムタレの気候 | ムタレの気候 | ムタレの気候 | ムタレの気候 | ムタレの気候 | ムタレの気候  | ムタレの気候   |
| 月                                      | 1月           | 2月           | 3月          | 4月          | 5月          | 6月          | 7月          | 8月          | 9月          | 10月         | 11月         | 12月          | 年             |
| --------------------------------------- | ------------- | ------------- | ------------ | ------------ | ------------ | ------------ | ------------ | ------------ | ------------ | ------------ | ------------ | ------------- | -------------- |
| 平均最高気温 °C （°F）                  | 27.6 (81.7)   | 26.8 (80.2)   | 26.3 (79.3)  | 25.2 (77.4)  | 23.7 (74.7)  | 21.4 (70.5)  | 21.2 (70.2)  | 23.2 (73.8)  | 26.1 (79)    | 27.0 (80.6)  | 27.5 (81.5)  | 27.1 (80.8)   | 25.3 (77.5)    |
| 平均最低気温 °C （°F）                  | 17.5 (63.5)   | 16.3 (61.3)   | 15.6 (60.1)  | 13.9 (57)    | 10.6 (51.1)  | 8.0 (46.4)   | 7.6 (45.7)   | 9.3 (48.7)   | 12.2 (54)    | 14.6 (58.3)  | 16.1 (61)    | 16.9 (62.4)   | 13.2 (55.8)    |
| 雨量 mm （inch）                        | 153.5 (6.043) | 164.5 (6.476) | 88.4 (3.48)  | 31.8 (1.252) | 12.4 (0.488) | 8.9 (0.35)   | 5.8 (0.228)  | 6.0 (0.236)  | 20.2 (0.795) | 45.9 (1.807) | 86.4 (3.402) | 167.0 (6.575) | 790.8 (31.134) |
| 平均降雨日数                            | 13            | 11            | 10           | 4            | 3            | 2            | 2            | 2            | 2            | 5            | 8            | 12            | 74             |
| 出典：World Meteorological Organization |               |               |              |              |              |              |              |              |              |              |              |               |                |

## 地理
ヴンバ山脈の北、インベザ山脈の南に位置する。
西にはクリスマス峠が有る。

## 観光
- ムタレ博物館（英語版）
- ユートピア家博物館(キングズレー・フェアブリッジ（英語版）に捧げられた)
- ジンバブエ国立資料館（英語版）
- ムラフワ丘(洞窟壁画や鉄器時代の村で有名)
- クロス・コプジェ(第一次世界大戦で殺害されたジンバブエ人とモザンビーク人を祀る)
- セシル・コプジェ及びクルーフ虎自然保護区

## 交通
鉄道でニャズラやルサペ、ハラレと繋がっている。

## 民族・言語
ショナ人が多数派で、多くがマニカ方言を話す。

## 経済
柑橘類の栽培や鉱業、林業が盛ん。
ジンバブエの2大食品会社のケアンズ食品とタンガンダ茶が操業している。
赤羽鉱山やペンハロンガ鉱山で金が、マランゲ・ダイアモンド鉱山でダイアモンドが採掘される。
林業では松やen:Eucalyptus saligna、en: black wattle、堅木が採取される。

## 著名人

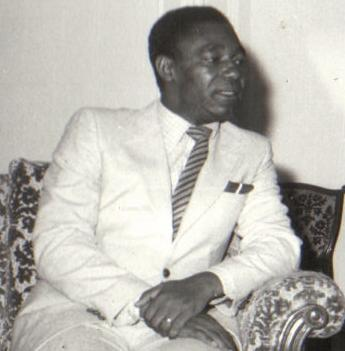
エドガー・テケレ

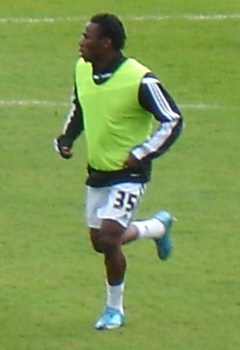
オニスモー・バセラ

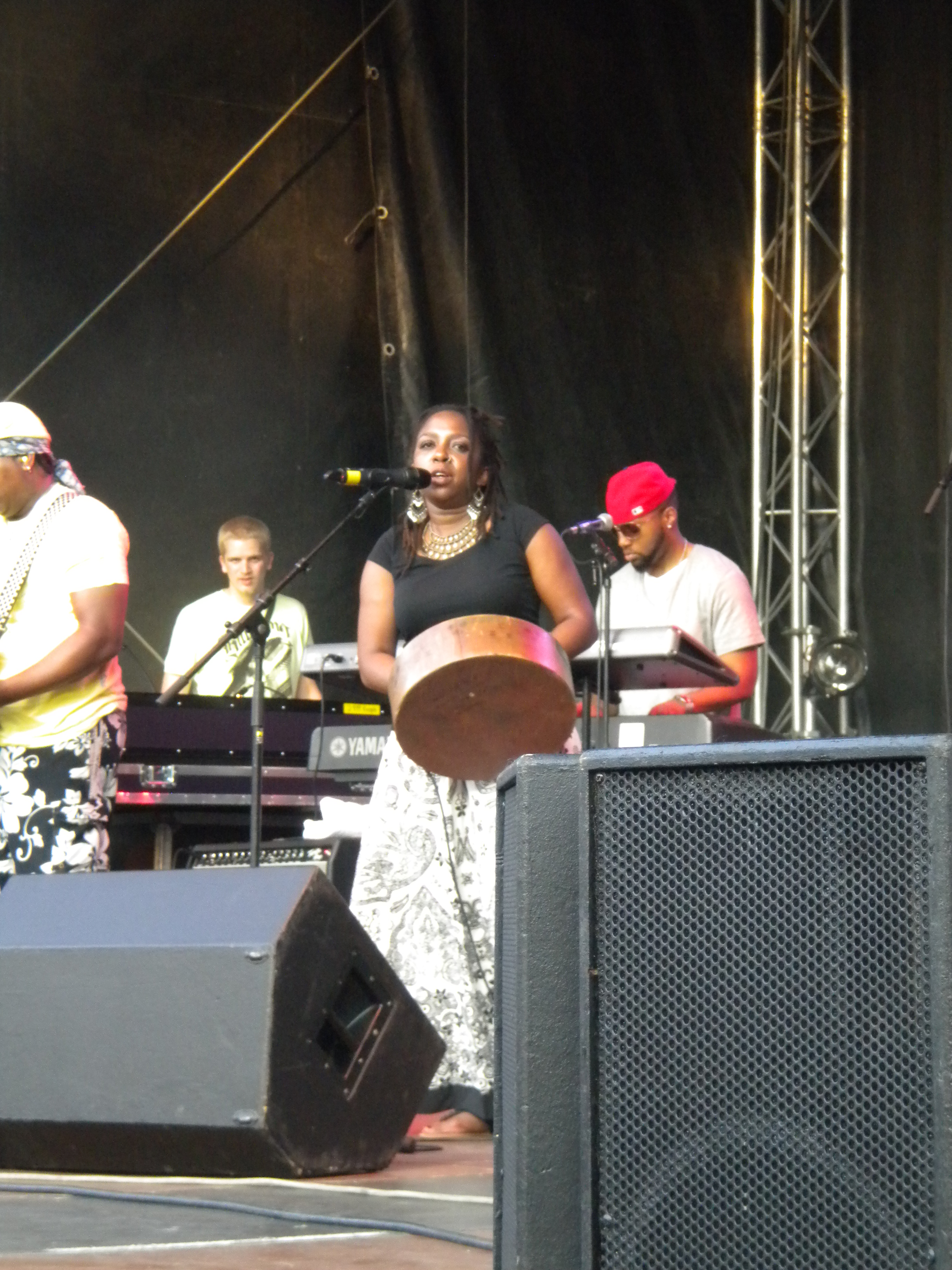
チウォニソ・マライレ

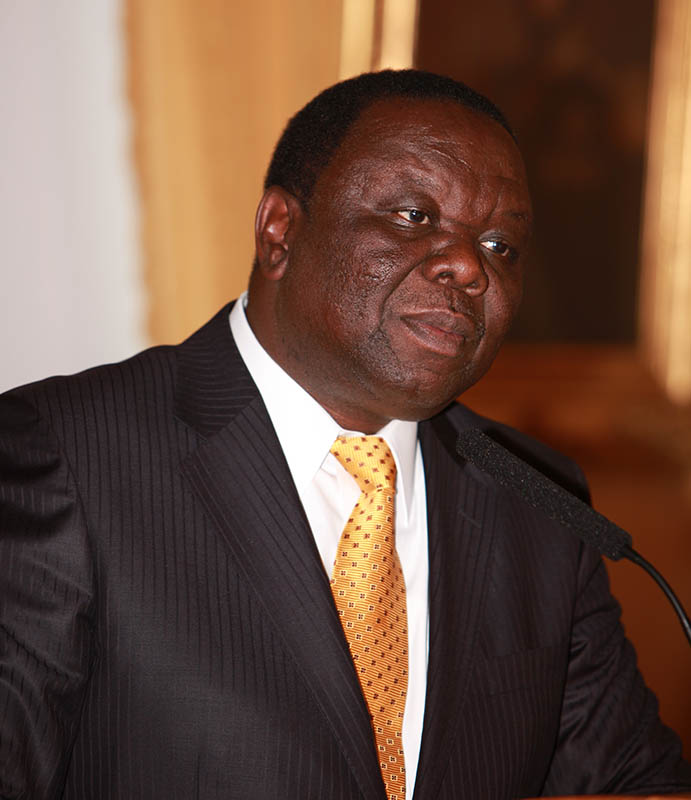
モーガン・ツァンギライ

- アーサー・ムタンバラ（英語版）(Arthur Mutambara)(1966年5月25日〜)：民主変革運動（英語版）の代表を務めた。2009年〜2013年には副首相を務めた。
- ウィラード・カツァンデ（英語版）(Willard Katsande)(1986年1月15日〜)：サッカー選手。2011年からカイザー・チーフスFCに所属。
- エドガー・テケレ(Edgar Tekere)(1937年4月1日〜2011年6月7日)：ジンバブエ・アフリカ民族同盟（英語版）幹事長。1980年〜1989年まで労働大臣。
- オニスモー・バセラ（英語版）(Onismor Bhasera)(1986年1月7日〜)：サッカー選手。2016年から南アフリカのen: SuperSport United F.C.に所属。
- オパ・ムチングリ（英語版）(Opa Muchinguri)(1958年12月14日〜)：環境大臣。
- クリス・ムショフェ（英語版）(Chris Mushohwe)：政治家。
- ジーニアス・チドゥジクウェ（英語版）(Genius Chidzikwe)(1979年8月3日〜)：テニス選手。
- スパ・マンディワンジラ（英語版）(Supa Mandiwanzira)(1972年9月18日〜)：2014年から情報大臣。
- ダニエル・バラヅァ（英語版）(Daniel Baradza)(1973年〜)：彫刻家。
- ダグラス・ロジャーズ（英語版）(Douglas Rogers)(1968年11月11日〜)：報道員、旅行作家。代表作は2009年の「Author of The Last Resort」。
- チウォニソ・マライレ（英語版）(Chiwoniso Maraire)(1976年3月5日〜2013年7月24日)：ムビラ（英語版）奏者。
- ティチャハ・サミュエル・パリレニャトゥワ（英語版）(Tichafa Samuel Parirenyatwa)(1927年〜1962年)：ジンバブエ初の黒人医師。ジンバブエ・アフリカ民族同盟（英語版）初代副代表。
- ドナルド・ティリパノ（英語版）(Donald Tiripano)(1988年3月17日〜)：クリケット選手。
- ドナル・ラモント（英語版）(Donal Lamont)(1911年〜2003年)：カトリックの宣教師で、ローデシアの少数白人支配に抵抗した。アイルランドとローデシアの混血。
- トレヴォー・マドンド（英語版）(Trevor Madondo)(1976年11月22日〜2001年6月11日)：クリケット選手。
- ハーバート・チテポ(Herbert Wiltshire Chitepo)(1923年6月15日〜1975年3月18日)：ジンバブエ初の黒人弁護士。1965年から暗殺される1975年までジンバブエ・アフリカ民族同盟（英語版）の代表。
- ビョルン・モルド（英語版）(Bjorn Mordt)(1978年6月29日〜)：クリケット選手。
- ファライ・トゥンベレ（英語版）(Farai Tumbare)：バスケットボール選手。
- ブレッシング・マクニケ（英語版）(Blessing Makunike)(1977年1月24日〜2004年3月13日)：サッカー選手。
- モーガン・ツァンギライ(Morgan Richard Tsvangirai)(1952年3月10日〜)：2009年〜2013年まで首相を務めた。
- ローレンス・ムデフウェ（英語版）(Lawrence Mudehwe)：1990年〜2003年にムタレ市長を務めた。
- ワシントン・アルビ（英語版）(Washington Arubi)(1985年8月29日〜)：サッカー選手。2016年までプレトリア大学F.C.（英語版）に所属。

## 姉妹都市
- ポートランド(1991年12月18日〜)
- ハールレム(1992年〜)